# Uuden Musiikin Kilpailu
El Uuden Musiikin Kilpailu (UMK) es un concurso de canto anual organizado desde 2012 por YLE, abierto a todos los músicos y a todos los estilos musicales. El objetivo del concurso es seleccionar la mejor canción para representar a Finlandia en el Festival de la Canción de Eurovisión.

## Ganadores
| Año  | Canción            | Intérprete                    | Resultado en Eurovisión | Resultado en Eurovisión | Resultado en Eurovisión | Resultado en Eurovisión |
| Año  | Canción            | Intérprete                    | Final                   | Puntos                  | Semi                    | Puntos                  |
| ---- | ------------------ | ----------------------------- | ----------------------- | ----------------------- | ----------------------- | ----------------------- |
| 2012 | "När jag blundar"  | Pernilla Karlsson             | No se clasificó         | No se clasificó         | 12                      | 41                      |
| 2013 | "Marry Me"         | Krista Siegfrids              | 24                      | 13                      | 9                       | 64                      |
| 2014 | "Something Better" | Softengine                    | 11                      | 72                      | 3                       | 97                      |
| 2015 | "Aina mun pitää"   | Pertti Kurikan Nimipäivät     | No se clasificó         | No se clasificó         | 16                      | 13                      |
| 2016 | "Sing It Away"     | Sandhja                       | No se clasificó         | No se clasificó         | 15                      | 51                      |
| 2017 | "Blackbird"        | Norma John                    | No se clasificó         | No se clasificó         | 12                      | 92                      |
| 2018 | "Monsters"         | Saara Aalto                   | 25                      | 46                      | 10                      | 108                     |
| 2019 | "Look Away"        | Darude feat. Sebastian Rejman | No se clasificó         | No se clasificó         | 17                      | 23                      |
| 2020 | "Looking Back"     | Aksel Kankaanranta            | Festival Cancelado      | Festival Cancelado      | Festival Cancelado      | Festival Cancelado      |
| 2021 | "Dark Side"        | Blind Channel                 | 6                       | 301                     | 5                       | 234                     |
| 2022 | "Jezebel"          | The Rasmus                    | 21                      | 38                      | 7                       | 162                     |
| 2023 | "Cha Cha Cha"      | Käärijä                       | 2                       | 526                     | 1                       | 177                     |
| 2024 | "No Rules!"        | Windows95man                  | 19                      | 38                      | 7                       | 59                      |
| 2025 | "Ich komme"        | Erika Vikman                  | 11                      | 196                     | 3                       | 115                     |

## Temporadas

### Uuden Musiikin Kilpailu 2012
La final tuvo lugar el 25 de febrero de 2012 en el Helsinki Ice Hall de Helsinki, donde se interpretaron las seis canciones finalistas y los espectadores eligieron al ganador. El espectáculo contó con actuaciones de The Rasmus, Anna Abreu, y Paradise Oskar. La primera de las dos rondas de televoto seleccionó como los tres superfinalistas a "När jag blundar" de Pernilla Karlsson, "Laululeija" de Stig y "Lasikaupunki" de Ville Eetvartti. En la segunda ronda del televoto, Pernilla Karlsson y la canción "När jag blundar" se alzó como ganadora.
| N.º | Intérprete        | Canción                  | Televoto  | Televoto  | Resultado |
| N.º | Intérprete        | Canción                  | 1.ª Ronda | 2.ª Ronda | Resultado |
| --- | ----------------- | ------------------------ | --------- | --------- | --------- |
| 1   | Iconcrash         | "We Are the Night"       | —         | —         | —         |
| 2   | Pernilla Karlsson | "När jag blundar"        | 29.8%     | 53.4%     | 1         |
| 3   | Mica Ikonen       | "Antaa mennä"            | —         | —         | —         |
| 4   | Kaisa Vala        | "Habits of Human Beings" | —         | —         | —         |
| 5   | Stig              | "Laululeija"             | 17%       | 17.8%     | 3         |
| 6   | Ville Eetvartti   | "Lasikaupunki"           | 18%       | 28.7%     | 2         |

### Uuden Musiikin Kilpailu 2013
La final tuvo lugar el 9 de febrero de 2013 en el Barona Areena de Espoo donde se interpretaron las ocho canciones finalistas y donde el jurado y los espectadores eligieron a un ganador. La gala contó con las actuaciones de Teflon Brothers y Stig, la ganadora del año anterior Pernilla Karlsson, la representante finlandesa en Eurovisión 2007 Hanna Pakarinen, Emma Salokoski y Suvi Teräsniska. Tras la suma del jurado (50%) y el televoto (50%), Krista Siegfrids con la canción "Marry Me" se alzó como ganadora.
| N.º | Intérprete       | Canción                           | Jurado (50 %) | Televoto (50 %) | Total | Resultado |
| --- | ---------------- | --------------------------------- | ------------- | --------------- | ----- | --------- |
| 1   | Arion            | "Lost"                            | 13.5%         | 7.0%            | 10.2% | 5         |
| 2   | Elina Orkoneva   | "He's Not My Man"                 | 11.5%         | 5.2%            | 8.4%  | 6         |
| 3   | Lucy Was Driving | "Dancing All Around The Universe" | 9.6%          | 1.6%            | 5.6%  | 7         |
| 4   | Krista Siegfrids | "Marry Me"                        | 14.6%         | 38.6%           | 26.6% | 1         |
| 5   | Last Panda       | "Saturday Night Forever"          | 9.2%          | 1.4%            | 5.3%  | 8         |
| 6   | Mikael Saari     | "We Should Be Through"            | 14.6%         | 18.4%           | 16.5% | 2         |
| 7   | Great Wide North | "Flags"                           | 14.6%         | 12.0%           | 13.3% | 4         |
| 8   | Diandra          | "Colliding Into You"              | 12.3%         | 15.8%           | 14.1% | 3         |

### Uuden Musiikin Kilpailu 2014
La final tuvo lugar el 1 de febrero de 2014 en el Barona Areena de Espoo, donde se interpretaron las ocho canciones finalistas y la combinación de los votos del jurado y el público seleccionó a un ganador. Además de las actuaciones de los artistas concursantes, la ganadora del UMK 2013, Krista Siegfrids, interpretó su sencillo "Cinderella" durante el intermedio. Softengine fue la ganadora del concurso con la canción "Something Better".
| N.º | Intérprete                   | Canción            | Jurado (50 %) | Televoto (50 %) | Total  | Resultado |
| --- | ---------------------------- | ------------------ | ------------- | --------------- | ------ | --------- |
| 1   | Softengine                   | "Something Better" | 18.27%        | 28.28%          | 23.28% | 1         |
| 2   | Hanna Sky                    | "Hope"             | 9.13%         | —               | 9.13%  | 7         |
| 3   | Miau                         | "God/Drug"         | 15.38%        | 13.94%          | 14.66% | 3         |
| 4   | Lauri Mikkola                | "Going Down"       | 11.06%        | —               | 11.06% | 5         |
| 5   | MadCraft                     | "Shining Bright"   | 6.25%         | —               | 6.25%  | 8         |
| 6   | Mikko Pohjola                | "Sängyn reunalla"  | 16.83%        | 19.48%          | 18.16% | 2         |
| 7   | Clarissa feat. Josh Standing | "Top of the World" | 9.62%         | —               | 9.62%  | 6         |
| 8   | Hukka ja Mama                | "Selja"            | 13.46%        | —               | 13.46% | 4         |

### Uuden Musiikin Kilpailu 2015
Fue la edición cuarta del certamen. Three semi-finals were held on 7 February, 14 February, and 21 de febrero de 2015 while the final was held on 28 de febrero de 2015. Fue emitida en los estudios YLE.
| 1 | Shava                     | "Ostarilla"                     | 1.2% | 2.2%  | 3.4%  | 8 |
| 2 | Satin Circus              | "Crossroads"                    | 2.1% | 24.2% | 26.3% | 2 |
| 3 | Solju                     | "Hold Your Colours"             | 0.7% | 5.8%  | 6.5%  | 4 |
| 4 | Järjestyshäiriö           | "Särkyneiden sydänten kulmilla" | 0.9% | 2.4%  | 3.3%  | 9 |
| 5 | Norlan "El Misionario"    | "No voy a llorar por ti"        | 0.4% | 3.7%  | 4.1%  | 7 |
| 6 | Opera Skaala              | "Heart of Light"                | 1.6% | 6.7%  | 8.3%  | 3 |
| 7 | Jouni Aslak               | "Lions & Lambs"                 | 1.1% | 3.3%  | 4.4%  | 6 |
| 8 | Pertti Kurikan Nimipäivät | "Aina mun pitää"                | 1.2% | 36.2% | 37.4% | 1 |
| 9 | Angelo De Nile            | "All For Victory"               | 0.8% | 5.5%  | 6.3%  | 5 |

### Uuden Musiikin Kilpailu 2016
Se confirmó la quinta participación del certamen. Con tres semifinales que se celebraron el 6, 13, 20 de febrero de 2016 mientras su final fue el 27 de febrero de 2016. Al igual que en el año anterior se celebró en los estudios YLE TV.
| Orden | Artista                     | Canción                   | Jurado | Voto del Público | Voto del Público | Voto del Público | Voto del Público | Total | Lugar |
| Orden | Artista                     | Canción                   | Jurado | Antes Show       | Durante Show     | Total            | Puntos           | Total | Lugar |
| ----- | --------------------------- | ------------------------- | ------ | ---------------- | ---------------- | ---------------- | ---------------- | ----- | ----- |
| 1     | Cristal Snow                | "Love Is Blind"           | 41     | 12%              | 9%               | 9.1%             | 39               | 80    | 6     |
| 2     | Stella Christine            | "Ain't Got Time for Boys" | 19     | 6%               | 7%               | 6.5%             | 28               | 47    | 8     |
| 3     | Annica Milán and Kimmo Blom | "Good Enough"             | 35     | 10%              | 11%              | 10.7%            | 46               | 81    | 5     |
| 4     | Eini                        | "Draamaa"                 | 32     | 4%               | 7%               | 6.7%             | 29               | 61    | 7     |
| 5     | Barbe-Q-Barbies             | "Let Me Out"              | 46     | 12%              | 9%               | 9.1%             | 39               | 85    | 4     |
| 6     | Tuuli Okkonen               | "Don't Wake Me Up"        | 20     | 4%               | 5%               | 4.9%             | 21               | 41    | 9     |
| 7     | Sandhja                     | "Sing It Away"            | 98     | 16%              | 14%              | 14.4%            | 62               | 160   | 1     |
| 8     | Saara Aalto                 | "No Fear"                 | 67     | 11%              | 21%              | 20.2%            | 87               | 154   | 2     |
| 9     | Mikael Saari                | "On It Goes"              | 72     | 25%              | 17%              | 18.4%            | 79               | 151   | 3     |

### Uuden Musiikin Kilpailu 2017
Volvieron a celebrarse en 2017, por su sexta edición. Este año solo se celebró una final el día 28 de enero de 2017 en el Espoo Metro Areena, y añadieron el voto internacional en sus calificaciones.
| 1  | Emma                                      | "Circle of Light"       | 53 | 53 | 106 | 3  |
| 2  | Alva                                      | "Arrows"                | 15 | 48 | 63  | 6  |
| 3  | Günther & D'Sanz                          | "Love Yourself"         | 37 | 45 | 82  | 5  |
| 4  | Anni Saikku                               | "Reach Out for the Sun" | 43 | 16 | 59  | 7  |
| 5  | Knucklebone Oscar & The Shangri-La Rubies | "Caveman"               | 5  | 13 | 18  | 10 |
| 6  | Norma John                                | "Blackbird"             | 94 | 88 | 182 | 1  |
| 7  | Lauri Yrjölä                              | "Helppo elämä"          | 43 | 15 | 58  | 8  |
| 8  | Club La Persé                             | "My Little World"       | 21 | 29 | 50  | 9  |
| 9  | Zühlke                                    | "Perfect Villain"       | 74 | 71 | 145 | 2  |
| 10 | My First Band                             | "Paradise"              | 45 | 52 | 97  | 4  |

### Uuden Musiikin Kilpailu 2018
Yle eligió por selección interna a Saara Aalto para representar a Finlandia in the Eurovision Song Contest 2018. Aalto cantó tres canciones y la ganadora fue elegida por el público y por un jurado internacional. La final se celebró el 3 de marzo de 2018 en el Espoo Metro Areena.
| orden | Canción    | Compositor                                                              | Jurado | Televoto | Total | Lugar |
| ----- | ---------- | ----------------------------------------------------------------------- | ------ | -------- | ----- | ----- |
| 1     | "Monsters" | Saara Aalto, Joy Deb, Linnea Deb, Ki Fitzgerald                         | 88     | 95       | 183   | 1     |
| 2     | "Domino"   | Thomas G:son, Bobby Ljunggren, Johnny Sanchez, Will Taylor, Saara Aalto | 84     | 75       | 159   | 2     |
| 3     | "Queens"   | Farley Arvidsson, Charlie Walshe, Tom Aspaul, Saara Aalto               | 68     | 70       | 138   | 3     |

### Uuden Musiikin Kilpailu 2019
La edición del 2019 tuvo lugar el 2 de marzo de 2019. Yle lo anunció el 29 de enero de 2019 que iban a seleccionar a Darude para que cante tres canciones, al igual que la anterior edición.
Darude interpretó con su vocalista Sebastian Rejman, la canción ganadora fue elegida por el público y el jurado internacional. La retransmisión tuvo lugar el 2 de marzo de 2019 en Logomo en la ciudad de Turku.
| orden | Canción      | Compositor                                        | Jurado | Televoto | Total | Lugar |
| ----- | ------------ | ------------------------------------------------- | ------ | -------- | ----- | ----- |
| 1     | "Release Me" | Ville Virtanen, Jaakko Manninen, Brandyn Burnette | 70     | 19       | 89    | 3     |
| 2     | "Superman"   | Ville Virtanen, Chris Hope, Thom Bridges          | 74     | 73       | 147   | 2     |
| 3     | "Look Away"  | Sebastian Rejman, Ville Virtanen                  | 96     | 148      | 244   | 1     |

### Uuden Musiikin Kilpailu 2020
La edición del 2020 tuvo lugar el 7 de marzo del 2020 en Tampere.
| Orden | Artista            | Canción                | Jurado | Televoto | Televoto   | Televoto | Total | Lugar |
| Orden | Artista            | Canción                | Jurado | Votos    | Porcentaje | Puntos   | Total | Lugar |
| ----- | ------------------ | ---------------------- | ------ | -------- | ---------- | -------- | ----- | ----- |
| 1     | Catharina Zühlke   | "Eternity"             | 42     | 8,600    | 7.5%       | 24       | 66    | 5     |
| 2     | Erika Vikman       | "Cicciolina"           | 58     | 35,431   | 30.9%      | 99       | 157   | 2     |
| 3     | Aksel Kankaanranta | "Looking Back"         | 76     | 33,711   | 29.4%      | 94       | 170   | 1     |
| 4     | F3M                | "Bananas"              | 64     | 7,167    | 6.3%       | 20       | 84    | 4     |
| 5     | Sansa              | "Lover View"           | 30     | 2,121    | 1.8%       | 6        | 36    | 6     |
| 6     | Tika               | "I Let My Heart Break" | 50     | 27,634   | 24.1%      | 77       | 127   | 3     |

### Uuden Musiikin Kilpailu 2021
La edición del 2021 fue celebrada el 20 de febrero de 2021 en Tampere.
| Orden | Artista                   | Canción                                | Jurado | Televoto | Televoto   | Televoto | Total | Lugar |
| Orden | Artista                   | Canción                                | Jurado | Votes    | Percentage | Points   | Total | Lugar |
| ----- | ------------------------- | -------------------------------------- | ------ | -------- | ---------- | -------- | ----- | ----- |
| 1     | Teflon Brothers y Pandora | "I Love You"                           | 30     | 23,493   | 17.0%      | 150      | 180   | 2     |
| 2     | Aksel                     | "Hurt"                                 | 56     | 8,154    | 5.9%       | 52       | 108   | 5     |
| 3     | Laura                     | "Play"                                 | 4      | 1,382    | 1.0%       | 9        | 13    | 7     |
| 4     | Danny                     | "Sinä päivänä kun kaikki rakastaa mua" | 22     | 5,942    | 4.3%       | 38       | 60    | 6     |
| 5     | Oskr                      | "Lie"                                  | 62     | 8,292    | 6.0%       | 53       | 115   | 4     |
| 6     | Blind Channel             | "Dark Side"                            | 72     | 75,040   | 54.3%      | 479      | 551   | 1     |
| 7     | Ilta                      | "Kelle mä soitan"                      | 48     | 15,892   | 11.5%      | 101      | 149   | 3     |

### Uuden Musiikin Kilpailu 2022
La edición se llevó a cabo el 26 de febrero de 2022 en Logomo.
| Orden | Artista        | Canción                    | Jurado | Televoto | Televoto   | Televoto | Total | Lugar |
| Orden | Artista        | Canción                    | Jurado | Votos    | Porcentaje | Puntos   | Total | Lugar |
| ----- | -------------- | -------------------------- | ------ | -------- | ---------- | -------- | ----- | ----- |
| 1     | The Rasmus     | "Jezebel"                  | 68     | 41,758   | 27.4%      | 242      | 310   | 1     |
| 2     | Isaac Sene     | "Kuuma jäbä"               | 28     | 17,069   | 11.2%      | 99       | 127   | 5     |
| 3     | Olivera        | "Thank God I'm an Atheist" | 46     | 20,879   | 13.7%      | 121      | 167   | 4     |
| 4     | Bess           | "Ram pam pam"              | 56     | 25,604   | 16.8%      | 148      | 204   | 3     |
| 5     | Younghearted   | "Sun numero"               | 40     | 8,839    | 5.8%       | 51       | 91    | 6     |
| 6     | Cyan Kicks     | "Hurricane"                | 52     | 29,261   | 19.2%      | 169      | 221   | 2     |
| 7     | Tommi Läntinen | "Elämä kantaa mua"         | 4      | 8,992    | 5.9%       | 52       | 56    | 7     |

### Uuden Musiikin Kilpailu 2023
La edición fue celebrada el 25 de febrero de 2023 en Logomo en Turku.
| Orden | Artista        | Canción                         | Jurado | Televote | Televote   | Televote | Total | Lugar |
| Orden | Artista        | Canción                         | Jurado | Votes    | Porcentaje | Puntos   | Total | Lugar |
| ----- | -------------- | ------------------------------- | ------ | -------- | ---------- | -------- | ----- | ----- |
| 1     | Robin Packalen | "Girls Like You"                | 28     | 21,303   | 9.2%       | 81       | 109   | 4     |
| 2     | Kuumaa         | "Ylivoimainen"                  | 44     | 16,569   | 7.1%       | 63       | 107   | 5     |
| 3     | Käärijä        | "Cha Cha Cha"                   | 72     | 122,822  | 52.9%      | 467      | 539   | 1     |
| 4     | Keira          | "No Business on the Dancefloor" | 42     | 23,933   | 10.3%      | 91       | 133   | 3     |
| 5     | Benjamin       | "Hoida mut"                     | 34     | 8,416    | 3.6%       | 32       | 66    | 7     |
| 6     | Lxandra        | "Something to Lose"             | 46     | 6,312    | 2.7%       | 24       | 70    | 6     |
| 7     | Portion Boys   | "Samaa taivasta katsotaan"      | 28     | 32,613   | 14.1%      | 124      | 152   | 2     |

### Uuden Musiikin Kilpailu 2024
La edición se celebró el 10 de febrero de 2024 en el Nokia Arena en Tampere.
| Orden | Artista                  | Canción               | Jurado | Televoto | Televoto   | Televoto | Total | Lugar |
| Orden | Artista                  | Canción               | Jurado | Votos    | Porcentaje | Puntos   | Total | Lugar |
| ----- | ------------------------ | --------------------- | ------ | -------- | ---------- | -------- | ----- | ----- |
| 1     | Sini Sabotage            | "Kuori mua"           | 38     | 6,872    | 3.06%      | 27       | 65    | 7     |
| 2     | Cyan Kicks               | "Dancing with Demons" | 48     | 20,392   | 9.08%      | 80       | 128   | 4     |
| 3     | Jesse Markin             | "Glow"                | 34     | 19,381   | 8.63%      | 76       | 110   | 5     |
| 4     | Mikael Gabriel and Nublu | "Vox populi"          | 42     | 34,675   | 15.44%     | 136      | 178   | 3     |
| 5     | Sara Siipola             | "Paskana"             | 70     | 51,743   | 23.04%     | 203      | 273   | 2     |
| 6     | Sexmane                  | "Mania"               | 34     | 18,864   | 8.40%      | 74       | 108   | 6     |
| 7     | Windows95man             | "No Rules!"           | 28     | 72,651   | 32.35%     | 285      | 313   | 1     |

### Uuden Musiikin Kilpailu 2025
La edición se celebró el 8 de febrero de 2025 en el Nokia Arena en Tampere.
| Orden | Artista      | Canción             | Jurado | Televoto | Televoto   | Televoto | Total | Lugar |
| Orden | Artista      | Canción             | Jurado | Votos    | Porcentaje | Puntos   | Total | Lugar |
| ----- | ------------ | ------------------- | ------ | -------- | ---------- | -------- | ----- | ----- |
| 1     | Costee       | "Sekaisin"          | 40     | 16,700   | 4.88%      | 43       | 83    | 6     |
| 2     | Neea River   | "Nightmares"        | 24     | 23,302   | 6.80%      | 60       | 84    | 5     |
| 3     | Goldielocks  | "Made Of"           | 74     | 88,937   | 25.96%     | 229      | 303   | 2     |
| 4     | Viivi        | "Aina"              | 38     | 38,837   | 11.34%     | 100      | 138   | 3     |
| 5     | Nelli Matula | "Hitaammin hautaan" | 50     | 34,177   | 9.98%      | 88       | 138   | 4     |
| 6     | Erika Vikman | "Ich komme"         | 68     | 140,590  | 41.04%     | 362      | 430   | 1     |